# Bloch
Bloch je priimek več znanih oseb:
- Carl Heinrich Bloch ( 1834—1890), danski slikar
- Ernst Bloch (1885—1977), nemški marksistični filozof
- Ernest Bloch (skladatelj) (1880—1959), švicarsko-ameriški skladatelj
- Ivan Bloch (1836—1902), poljski bankir
- Iwan Bloch (1872—1922), nemški zdravnik dermatolog
- Jean-Richard Bloch (1884—1947), francoski pisatelj
- Konrad Bloch (1912—2000), nemško-ameriški biokemik, nobelovec leta 1964
- Felix Bloch (1905—1983), švicarsko-ameriški fizik, nobelovec leta 1952
- Marc Bloch (1886—1944), francoski zgodovinar
- Marcus Elieser Bloch (1723—1799), nemški zdravnik
- Pedro Bloch (1914—2004), brazilski dramatik
- Peter Bloch (1923—1976), norveški atlet